# فولفغانغ جيورغسدورف
فولفغانغ جيورغسدورف (بالألمانية: Wolfgang Georgsdorf)‏‏ ولد في 10 سبتمبر 1959 بمدينة لينتس النمسا، وهو فنان ومخرج ونحات وموسيقي ومؤلف ومخترع نمساوي مقيم في برلين في ألمانيا.

## السيرة الذاتية
درس جيورغسدورف من سنة 1977 إلى سنة 1983 في جامعة لينتس للفنون والتصميم الصناعي بالنمسا. خلال هذه السنوات، أصبح أحد الأعضاء المؤسسين لمشروع Stadtwerkstatt
، ولمشروع الموسيقى التجريبية die Post
.

## حياته الخاصة
يعيش جورجسدورف في برلين مع الممثلة ايفا ماتيس مع ابنيهما. أحدهما هو الممثل جوزيف ماتيس.

## حياته العملية

### معلومات عن فن الروائح
بدأ جيورغسدورف في استكشاف فن الروائح في الثمانينيات من القرن الماضي، وتم تقديم واحدة من أولى منشآته الرائحية في مهرجان Ars Electronica من عام 1986.
وفي عام 1996، قام بتصميم النموذج الأولي لآلة الرائحة التي يتم التحكم فيها ميكانيكياً والتي أطلق عليها اسم Smeller 1.0 وذلك بمعرض Werk'Zeuge في متحف OÖ Landesmuseum (المتحف الوطني للنمسا العليا).
في عام 2011، بدأ جيورغسدورف بالعمل في مشروعه أو اختراعه المتمثل في استخراج الروائح المختلفة وتوظيفها في عمله الفني القائم على آلة Smeller 2.0 وهو جهاز رائحة يتم التحكم به إلكترونياً وتوجيهه موسيقياً من خلال آلة البيانو ومع كل نوتة معينة يتم انبعاث لرائحة محددة في جو القاعة.
في السنة الموالية، تم عرض النسخة النهائية من Smeller 2.0 بشكل مكتمل بالمعرض النمساوي Sinnesrausch Kulturquartier من شهر جانفي إلى غاية أكتوبر.
سنة 2013، تم تكريم جيورغسدورف عن Smeller 2.0 واسناده جائزة الفنان المتميز  كأحسن عمل فني مبتَكر.
سنة 2016، أطلق جيورغسدورف مهرجانا بأكمله الواقع في برلين للشكل الفني الجديد أسمودراما:osmodrama.
استكشف مهرجان Osmodrama - Storytelling with Scents إمكانيات فن الروائح بالتزامن مع مختلف أشكال الفن القائمة على الوقت.
وفي سنة 2017، حصل على جائزة "Art and Olfaction" من قبل معهد للفن والتاريخ في لوس أنجلوس.
في عام 2018، قدم جيورغسدورف تطويرًا إضافيًا لـ Smeller 2.0 و Osmodrama في Martin Gropius Bau Berlin وذلك لمعرض "World without Outside" بواسطة Berliner Festspiele برعاية تينو سيغال وتوماس أوبرندر.في هذا المعرض ومنذ ستينيات القرن العشرين، قام جيورغسدورف مع «سينوسمي» (Synosmy)(وهو تكوين أسموزي من متواليات وسلسلة متعاقبة من الرائحة)«ربع الإكمال التلقائي - التطور في 12 دقيقة» أو بما يسمى باللغة الإنجليزية "Quarter Autocomplete - Evolution in 12 Minutes" وذلك مع عدد من الفنانين مثل دوغ ويلر ولاري بيل ولوتسيو فونتانا وكارستن هولر ودومينيك جونزاليس فورستر وسيبران غايلارد وتينو سيغال وإيزابيل لويس ونيونيز دي لابينيا وجيب هاين. وأطلق على هذا المعرض العنوان الفرعي "Immersive Spaces".
خلال ذلك الوقت تعاون مع علماء من مستشفى برلين الجامعي شاريتي، ومستشفى الجامعة دريسدن (مركز متعدد التخصصات للرائحة والطعم) وعيادة خاصة في برلين لإجراء دراسة قائمة على الأدلة على Osmodrama كتقنية علاجية.

## لغة الإشارة
في عام 2000، بعد سبع سنوات من الدراسة حول هذا الموضوع، نشر جيورغسدورف أول قاموس رقمي ثنائي الاتجاه للغة الإشارة MUDRA النمساوية في تسع لهجات. في مشاريع «سينلوس»(sinnlos) و «رقص الصم»، تعامل جيورغسدورف بشكل فني مع الموضوع، وأنتج مقاطع فيديو بلغة الإشارة، ونظم مناسبات ارتياد للصم والبكم، وعقد محاضرات ذات مناظر تصويرية حول ثقافة الصم.

## الموسيقى
تشمل أعماله الموسيقية إلى جانب أعماله السابقة مع دي بوست (Die Post)، مؤلفات من إنتاج Berliner Ensemble لهينر مولر Duell-Traktor-Fatzer ومؤلفات لفيلم غابة إكسيليفون العملاقة بالإضافة إلى عمله كعازف كمان وقائد أوركسترا ببرلين.
وذلك بالتعاون مع أبطال New Music والموسيقى المرتجلة مثل Tristan Honsinger و Alexander von Schlippenbach و Stephen Crowe و Tom Jackson و Benedict Taylor و Miya و Niko Meinhold و Alison Blunt و Hui-Chun Lin و Anna Kaluza و Manuel Miethe.

## الفنون الجميلة
تم العثور على رسوماته واللوحات والمنحوتات في المجموعات الخاصة والعامة. بصفته نحات ابتكر النحت المعدني (Kuppel).
تم عرض Kuppel في المتحف النمساوي للفن الحديث من عام 1983 إلى غاية 1996. و (Kuppel) موجود اليوم في متحف OÖ Landesmuseum في مدينة لينز.

## بناء المجتمع
تضمنت تدخلاته السياسية والاجتماعية، من بين أمور أخرى، الحركة المدنية "Opal-so-nicht" التي أسسها في عام 2007 كمتحدث رسمي، والتي أسفرت عن قضية ناجحة ضد Gazprom و BASF في Dahme-Heideseen Nature Park.

## فن الميديا والأداء
من 1983 إلى 1986، كان عضوًا في مجموعة Minus Delta t ، وأصبح متعاونًا في مشروع بانكوك، فيما بعد أصبح إسمه «المشروع» (The Project)، والذي تضمن نقل صخرة من الجرانيت الأزرق الثقيل وزنها 5,5 طن من ستونهنج / إنجلترا عبر اليابسة إلى الهند إلى أن تسقط في النهاية في نهر الجانج. تضمن المشروع أيضًا غمر قبو فولاذي في جبال الهيمالايا الهندية باستخدام كمبيوتر ومفاتيح موزعة على أوروبا وآسيا (أول بنك بيانات فلسفي في جبال الهيمالايا.

## الأفلام
منذ 1977، ابتكر جيورغسدورف أفلامًا طليعية وكان عضوًا في الجمعية النمساوية لصناع الأفلام منذ عام 1980.

## فيلموغرافيا
1977: Sub und Ultra
1979: Rom (روما)
1980: Unter der Tonne (تحت البرميل)
1981: Hängende Männer (شنق الرجال)
1981: In the Dim of Proximity (في قاتمة القرب)
1982: Gärtrommel (طبل التخمير)
1985: Simultan Dolmetsch (مترجم فوري)
1992: Salzburg Skizzen Tag und Nacht (اسكتشات سالزبورغ ليلا ونهارا)
1993: Zelt an der Donau (خيمة على نهر الدانوب)
1995: Towards Human Rights (نحو حقوق الإنسان)
1999: Ballade Berlin (برلين أغنية راقصة)
2008: Hammer
2012+: Video Series on Osmodrama (سلسلة فيديو لأسمودرما)

## معارض
1980 : „Intelligenz der Hand" "ذكاء اليد"في متحف قصر 20. Jahrhunderts ، فيينا، النمسا (معرض جماعي، المساهمة في فن النحت الموسيقي الكبير "الكونغرس".
1983 «كوبيل» في متحف الفن الحديث في فيينا، قصر ليختنشتاين.
1988 «فنانون نمساويون مختلفون» في Unge Kunstneres Samfund ، أوسلو، النرويج.
1990: Decharge، Fondation Cartier، Paris / Jouy en Josas.
1990: Fünfte Lade ، و Galerie Hofkabinett و Small Gallery ، فيينا.
1996: Werk'zeuge Smeller 1.0، متحف ولاية النمسا العلي.
1996: فن النحت الصلب "Kuppel" في OÖ. Landesmuseum Linz (متحف الدولة النمساوية العليا؛ اقتناء الفن من متحف الفن الحديث في فيينا إلى المجموعة الدائمة للمتحف).
2003: لا طائل منه - الفن / الجسم / الجسم الغريب، Künstlerhaus Graz ، Graz.
2005: "Auf wär men"، غاليري هوفكابينيت، لينز.
2005: فونوراما، ZKM (مركز الفن والإعلام) كارلسروه.
2006: بالا بالا بار، معرض وأداء، معرض مشروع حقوق الطبع والنشر برلين.
2006-2013: قراءة الغابات (مسار القراءة Forest Ditty)، مساحة عامة Spree-forest Brandenburg.
2008: غابة كبيرة إكسيليفون براندنبورغ، (غابة عملاقة إكسيليفون)
2008/2009: Lichtung ، مكتب مشروع حقوق النشر، برلين